# Chelonus latitemporis
Chelonus latitemporis är en stekelart som först beskrevs av Vladimir Ivanovich Tobias 2001.  Chelonus latitemporis ingår i släktet Chelonus och familjen bracksteklar. Inga underarter finns listade i Catalogue of Life.